# Friedrich Christian Baumeister

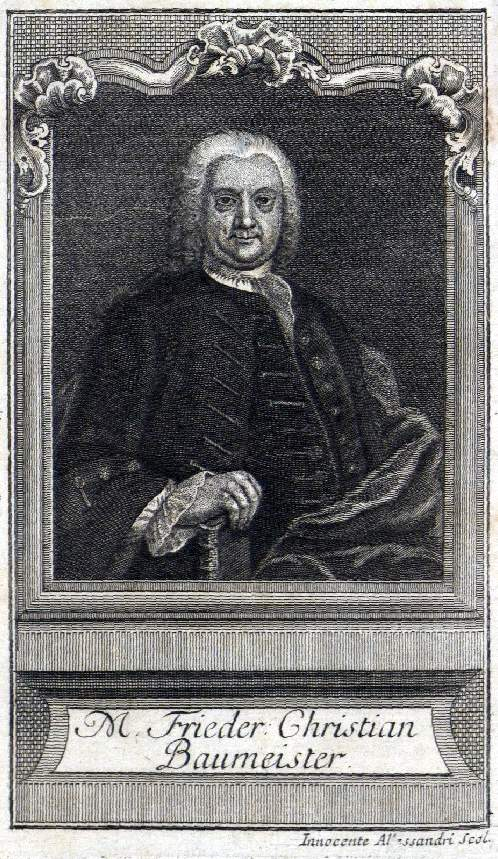
Friedrich Christian Baumeister
Kupferstich von Innocente Alessandri

Friedrich Christian Baumeister (* 17. Juli 1709 in Körner (Thüringen); † 8. Oktober 1785 in Görlitz) war ein deutscher Philosoph.

## Leben
Baumeister besuchte das Gymnasium in Gotha, begab sich im Anschluss 1727 an die Universität Jena, wo er von Johann Köhler für die Wolffsche Philosophie begeistert wurde. Am 21. Mai 1729 wechselt er an die Universität Wittenberg, wo er unter Johann Wilhelm von Berger Philologie und Rhetorik hörte, sowie bei Friedrich Wilhelm Schlosser und Samuel Christian Hollmann philosophischen Studien nachging. In Wittenberg erwarb er sich am 17. Oktober 1730 den akademischen Grad eines Magisters und konnte am Folgetag den 18. Oktober 1730 die akademische Lehrerlaubnis eines Magisters Legens erhalten.
Nachdem er am 29. April 1734 Adjunkt an der philosophischen Fakultät der Akademie geworden war, nimmt er 1736 eine Berufung als Rektor an das Gymnasium in Görlitz an. Später versuchte man Baumeister für das Amt des Professors für Philosophie in Wittenberg zu gewinnen, jedoch blieb er in Görlitz bis zu seinem Lebensende. Er hat sich durch die Abfassung viel benutzter Lehrbücher, um die Ausbreitung der Philosophie von Christian Wolff verdient gemacht.

## Werkauswahl
- Philosophia definitiva h. e. definitionens philosophicae ex systemate Wolfii in unum collectae, 1733, 1735 und öfter. (Digitalisat der Ausg. 1735)
- Elementa philosophiae recentioris usibus iuventutis scholasticae accommodata. Gleditsch, Leipzig 1747. (Digitalisat)
- Philosophia Recens Controversa Complexa Definitiones Theoremata Et Qvaestiones Nostra Aetate In Controversiam Vocatas. March, Leipzig/Görlich 1738. (Digitalisat)
- Institvtiones Metaphysicae, Ontologiam Cosmologiam, Psychologiam Theologiam deniqve Natvralem Complexae Metodo Wolfii Adornatae. Editio Nova Avctior et Correctior. Zimmermann, Wittenberg 1774. (Digitalisat)
- Institvtiones Philosophiae Rationalis Methodo Wolfii conscriptae. Editio Nova Avctior et Emendatior. Ahlfeld, Wittenberg 1774. (Digitalisat)
- Philosophia Definitiva hoc est Definitiones Philosophicae ex Systemate celeberr. Wolfii in unum collectae succinctis observationibvs exemplisqve perspicvis illustratae, et a nonnvllis exceptionibus vindicatae, Wittenberg 1735. (Digitalisat)
- Institutiones philosophiae methodo wolfiana conscriptae, 1738.
- Historiam Doctrinae Recentivs Controversae De Mvndo Optimo Exponi. Richter, Görlitz 1741. (Digitalisat)
- M. Frid. Christ. Bavmeisteri Avgusti Gymnasii Gorlicensis Rectoris Et Societatis Latinae Ienensis Memeri Honorarii Institvtiones Philosophiae Rationalis. Ahlfeldt, Johann Joachim, Wittenberg 1765. (Digitalisat)